# Supercars Championship
Pour les articles homonymes, voir Supercar.
Le Supercars Championship (anciennement V8 Supercars), est un championnat automobile australien qui met aux prises des voitures de type « tourisme » moteurs V8, sous l'égide de la FIA. Très populaire en Australie, il est également très suivi en Nouvelle-Zélande.

## Présentation
Dénommé successivement « Australian Touring Car Championship » de 1960 à 1998, « Shell Championship Series » de 1999 à 2001, « V8 Supercar Championship Series » de 2002 à 2010, « International V8 Supercars Championship » de 2011 à 2016, pour souligner la volonté d'internationalisation des organisateurs, avec l'accord de la FIA. À la suite d'un accord avec Virgin Australia, la série est renommée « Virgin Australia Supercars Championship » à partir de juillet 2016. À la suite d'un accord avec Repco, la série est renommée « Repco Supercars Championship » à partir de février 2021. 
Le championnat se dispute sur des circuits australiens et néo-zélandais comme Adélaïde, Phillip Island, mais également en Asie, à Sakhir (le circuit de Bahreïn), ou sur le continent américain à Austin. La tension atteint son paroxysme lors du Bathurst 1000, la course la plus prestigieuse de la saison sur le Mount Panorama Circuit. Depuis 2010, sur le circuit de Surfers Paradise, une compétition se déroule sur deux courses en binôme composé d'un pilote inscrit au championnat et d'un pilote étranger. L'épreuve 2011 a été remportée par Jamie Whincup associé à Sébastien Bourdais.
Deux marques se sont longtemps opposées dans ce championnat ; Ford (avec le modèle Falcon) et le constructeur australien Holden (avec le modèle Commodore), les deux marques ayant chacune leurs fervents supporters. Nissan et Mercedes, ce dernier sous le nom d'Erebus, se sont engagées pour la saison 2013, rejoint par Volvo en 2014. Mercedes a mis fin à son engagement en 2015. Volvo a mis fin à son engagement en 2016. Nissan a mis fin à son engagement en 2019.
En 2012, Alexandre Prémat est devenu le premier Français à évoluer dans ce championnat de manière régulière.
Jamie Whincup détient le record de succès avec sept titres. Il est suivi par Ian Geoghegan, Dick Johnson et Mark Skaife, qui détiennent cinq titres chacun.

## Palmarès

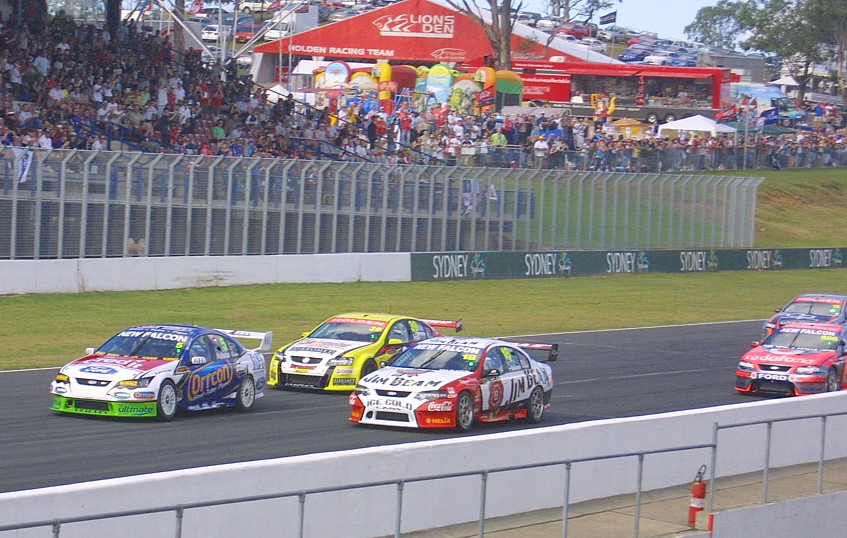
La course d'Eastern Creek en 2008

### Palmarès Pilote
| Édition | Pilote                 | Nationalité      |
| ------- | ---------------------- | ---------------- |
| 1960    | David McKay            | Australie        |
| 1961    | Bill Pitt (en)         | Australie        |
| 1962    | Bob Jane               | Australie        |
| 1963    | Bob Jane               | Australie        |
| 1964    | Ian Geoghegan          | Australie        |
| 1965    | Norm Beechey (en)      | Australie        |
| 1966    | Ian Geoghegan          | Australie        |
| 1967    | Ian Geoghegan          | Australie        |
| 1968    | Ian Geoghegan          | Australie        |
| 1969    | Ian Geoghegan          | Australie        |
| 1970    | Norm Beechey (en)      | Australie        |
| 1971    | Bob Jane               | Australie        |
| 1972    | Bob Jane               | Australie        |
| 1973    | Allan Moffat           | Australie        |
| 1974    | Peter Brock            | Australie        |
| 1975    | Colin Bond (en)        | Australie        |
| 1976    | Allan Moffat           | Australie        |
| 1977    | Allan Moffat           | Australie        |
| 1978    | Peter Brock            | Australie        |
| 1979    | Bob Morris (en)        | Australie        |
| 1980    | Peter Brock            | Australie        |
| 1981    | Dick Johnson           | Australie        |
| 1982    | Dick Johnson           | Australie        |
| 1983    | Allan Moffat           | Australie        |
| 1984    | Dick Johnson           | Australie        |
| 1985    | Jim Richards (en)      | Nouvelle-Zélande |
| 1986    | Robbie Francevic (en)  | Nouvelle-Zélande |
| 1987    | Jim Richards (en)      | Nouvelle-Zélande |
| 1988    | Dick Johnson           | Australie        |
| 1989    | Dick Johnson           | Australie        |
| 1990    | Jim Richards (en)      | Nouvelle-Zélande |
| 1991    | Jim Richards (en)      | Nouvelle-Zélande |
| 1992    | Mark Skaife            | Australie        |
| 1993    | Glenn Seton (en)       | Australie        |
| 1994    | Mark Skaife            | Australie        |
| 1995    | John Bowe (en)         | Australie        |
| 1996    | Craig Lowndes          | Australie        |
| 1996    | Craig Lowndes          | Australie        |
| 1997    | Glenn Seton (en)       | Australie        |
| 1998    | Craig Lowndes          | Australie        |
| 1999    | Craig Lowndes          | Australie        |
| 2000    | Mark Skaife            | Australie        |
| 2001    | Mark Skaife            | Australie        |
| 2002    | Mark Skaife            | Australie        |
| 2003    | Marcos Ambrose         | Australie        |
| 2004    | Marcos Ambrose         | Australie        |
| 2005    | Russell Ingall (en)    | Australie        |
| 2006    | Rick Kelly             | Australie        |
| 2007    | Garth Tander (en)      | Australie        |
| 2008    | Jamie Whincup          | Australie        |
| 2009    | Jamie Whincup          | Australie        |
| 2010    | James Courtney         | Australie        |
| 2011    | Jamie Whincup          | Australie        |
| 2012    | Jamie Whincup          | Australie        |
| 2013    | Jamie Whincup          | Australie        |
| 2014    | Jamie Whincup          | Australie        |
| 2015    | Mark Winterbottom (en) | Australie        |
| 2016    | Shane van Gisbergen    | Nouvelle-Zélande |
| 2017    | Jamie Whincup          | Australie        |
| 2018    | Scott McLaughlin       | Nouvelle-Zélande |
| 2019    | Scott McLaughlin       | Nouvelle-Zélande |
| 2020    | Scott McLaughlin       | Nouvelle-Zélande |
| 2021    | Shane van Gisbergen    | Nouvelle-Zélande |
| 2022    | Shane van Gisbergen    | Nouvelle-Zélande |
| 2023    | Brodie Kostecki        | Australie        |
| 2024    | Will Brown             | Australie        |

### Palmarès des constructeurs
| Titres | Constructeurs | Années d'obtention |
| ------ | ------------- | --- |
| 27     | Ford          | 1964, 1965, 1966, 1967, 1968, 1969, 1973, 1976, 1977, 1981, 1982, 1984, 1988, 1989, 1993, 1995, 1997, 2003, 2004, 2005, 2008, 2009, 2010, 2017, 2018, 2019, 2020 |
| 23     | Holden        | 1970, 1974, 1975, 1978, 1979, 1980, 1994, 1996, 1998, 1999, 2000, 2001, 2002, 2006, 2007, 2011, 2012, 2013, 2014, 2015, 2016, 2021, 2022                         |
| 4      | Jaguar        | 1960, 1961, 1962, 1963 |
| 3      | Nissan        | 1990, 1991, 1992 |
| 2      | Chevrolet     | 1971, 1972, 2023, 2024 |
| 2      | BMW           | 1985, 1987 |
| 1      | Mazda         | 1983 |
| 1      | Volvo         | 1986 |

En gras, les constructeurs participants à la saison 2021.